# Dohrniphora vexans
Dohrniphora vexans är en tvåvingeart som beskrevs av Borgmeier och Prado 1975. Dohrniphora vexans ingår i släktet Dohrniphora och familjen puckelflugor.
Artens utbredningsområde är Costa Rica. Inga underarter finns listade i Catalogue of Life.